# Amore e non amore
Amore e non amore es un álbum conceptual por el músico italiano Lucio Battisti. Fue publicado en julio de 1971 por Dischi Ricordi.

## Antecedentes
En una entrevista realizada en septiembre de 1970 durante el Festivalbar (el cual ganó con «Fiori rosa, fiori di pesco»), Battisti anunció que tenía en mente hacer un álbum conceptual basado en el tema del amor visto desde otros puntos de vista.

### Lanzamiento
En noviembre de 1970, el disco había sido grabado y estaba listo para su publicación. Sin embargo, al ser un álbum experimental, con canciones sin posibilidades de ser éxitos, el sello discográfico Ricordi decidió dejarlo aparte, prefiriendo explotar canciones más simples y exitosas, así que en diciembre de 1970, ellos publicaron Emozioni, un álbum recopilatorio de los últimos sencillos publicados por Battisti.
Después de estar “congelada” por ocho meses en los archivos de Ricordi, finalmente, en julio de 1971 el álbum fue publicado, junto con el sencillo «Dio mio no».

### Rendimiento comercial
Amore e non amore fue el décimo álbum más vendido de Italia en 1971, alcanzando el puesto #1 en las listas semanas.

## Lista de canciones
Todas las letras escritas por Mogol, toda la música compuesta por Lucio Battisti. 
| Lado uno | |          |  |
| N.º      | Título | Duración |  |
| 1.       | «Dio mio no» | 7:30     |  |
| 2.       | «Seduto sotto un platano con una margherita in bocca guardando il fiume nero macchiato dalla schiuma bianca dei detersivi»       | 3:07     |  |
| 3.       | «Una» | 3:45     |  |
| 4.       | «7 agosto di pomeriggio. Fra le lamiere roventi di un cimitero di automobili solo io, silenzioso eppure straordinariamente vivo» | 4:01     |  |

| Lado dos | |          |  |
| N.º      | Título | Duración |  |
| 1.       | «Se la mia pelle vuoi»                                                                                             | 4:07     |  |
| 2.       | «Davanti ad un distributore automatico di fiori dell'aeroporto di Bruxelles, anch'io chiuso in una bolla di vetro» | 2:15     |  |
| 3.       | «Supermarket» | 4:52     |  |
| 4.       | «Una poltrona, un bicchiere di cognac, un televisore, 35 morti ai confini di Israele e Giordania»                  | 5:57     |  |

| Bonus track (2007 Sony BMG reissue) |            |          |  |
| N.º                                 | Título     | Duración |  |
| 9.                                  | «Elena no» | 4:42     |  |

## Créditos
Créditos adaptados desde las notas del álbum.
- Lucio Battisti – voz principal, guitarra, piano
- Flavio Premoli – órgano Hammond, piano, pandereta
- Franz Di Cioccio – batería, percusión
- Franco Mussida – guitarra
- Giorgio Piazza – bajo eléctrico
- Dario Baldan Bembo – piano, órgano Hammond
- Alberto Radius – guitarra